# Altar (Messico)
Altar è una municipalità dello stato di Sonora nel Messico settentrionale, il cui capoluogo è la località omonima.
Conta 9.578 abitanti (2010) e ha una estensione di 4.455,44 km².
La località deve il suo nome all'altare della chiesa della Vergine di Guadalupe, eretto al momento della fondazione.